# キャサリン・ドリュー
キャサリン・ドリュー（1832年5月27日 - 1910年8月26日、英: Catharine Drew）は、アングロサクソン系アイルランド人のジャーナリストおよび著作家である。

## 経歴
1832年5月27日、トマス・ドリュー牧師とイザベラ・ドリュー（旧姓: ダルトン）の娘として北アイルランドのアントリム県ブロウシェーンに生まれる。8人兄弟姉妹の3番目に生を受けたが、兄弟姉妹の大半は若いうちに世を去っている。1833年から1859年まで父親がダラム街にあるクライストチャーチの教区牧師として仕えたベルファストで若年期を過ごしている。1866年、建築家で弟のトーマス・ドリューと暮らすためにアッパー・サックヴィル街60番地に引っ越した。
彼女はここからジャーナリストとしての仕事を開始し、業界誌『アイリッシュ・ビルダー』に記事を執筆したり、遂には同誌の副編集長になり、オーナーのジェームス・アレキサンダー・ヘンダーソンからの助言に従ったようである。1871年、ロンドンに引っ越した彼女は新聞の特派員となる。メトロポリタン・ゴシップとレディース・レターにコラム記事を書いていたが、それらはベルファストの読者に地域社会のニュースを提供すべく、特に女性向けに書かれた最も初期の定例コラムであった。他にジ・リテラリー・ワールド、ジ・ブリティッシュ・アーチテクトやロンドン・ソサエティなどにも記事を書いていたようである。
婦人記者協会（Ladies' Press Association）の設立メンバーの1人となった彼女は女性ジャーナリストの権利拡大のための運動を行った。公認ジャーナリスト協会の重要人物となり、数件の国際会議に協会を代表して参加するようになった。また協会の副会長職を没するまで務め上げた。さらには1891年に提案した新構想である「孤児基金」にも長年取り組んできた。
1894年、女性参政権運動家のミリセント・フォーセットや女性権利運動家のジェシー・ブシェレットとともに女性ジャーナリストの承認と権利の拡大のためのフランシス・パワー・コッブ記念運動の署名者のひとりとなった。『ハリー・チャルグレーヴの遺産（Harry Chalgrave's legacy）』（1876年）や『セント・ジャコビ家のリュート奏者たち（The lutanistes of St Jacobi's）』（1881年）などの小説を多く執筆した。1885年にはブリストルで開催された「女性産業博覧会」で『ドレス、経済と産業技術（Dress, economic and technic）』と題した講演を行い、この講演の様子はのちにパンフレットに掲載された。

## 死
1910年8月26日、ケンジントンのホランド街にある自宅で没し、ブロードウェイの王立ケンジントン・アンド・チェルシー王室特別区墓地に埋葬された。義妹のレディ・ドリューは彼女に敬意を表してケルト十字の記念碑を墓地に建立した。キャサリン・ドリューはジャーナリスト協会に宝石が散りばめられた金のブレスレットを遺譲したが、それは1908年に退任する彼女を記念して協会から贈られたものであった。現在、そのブレスレットは女性社長もしくは男性社長の妻が身につけており「ドリュー・ブレスレット」と呼ばれている。